# Jan Ziemski

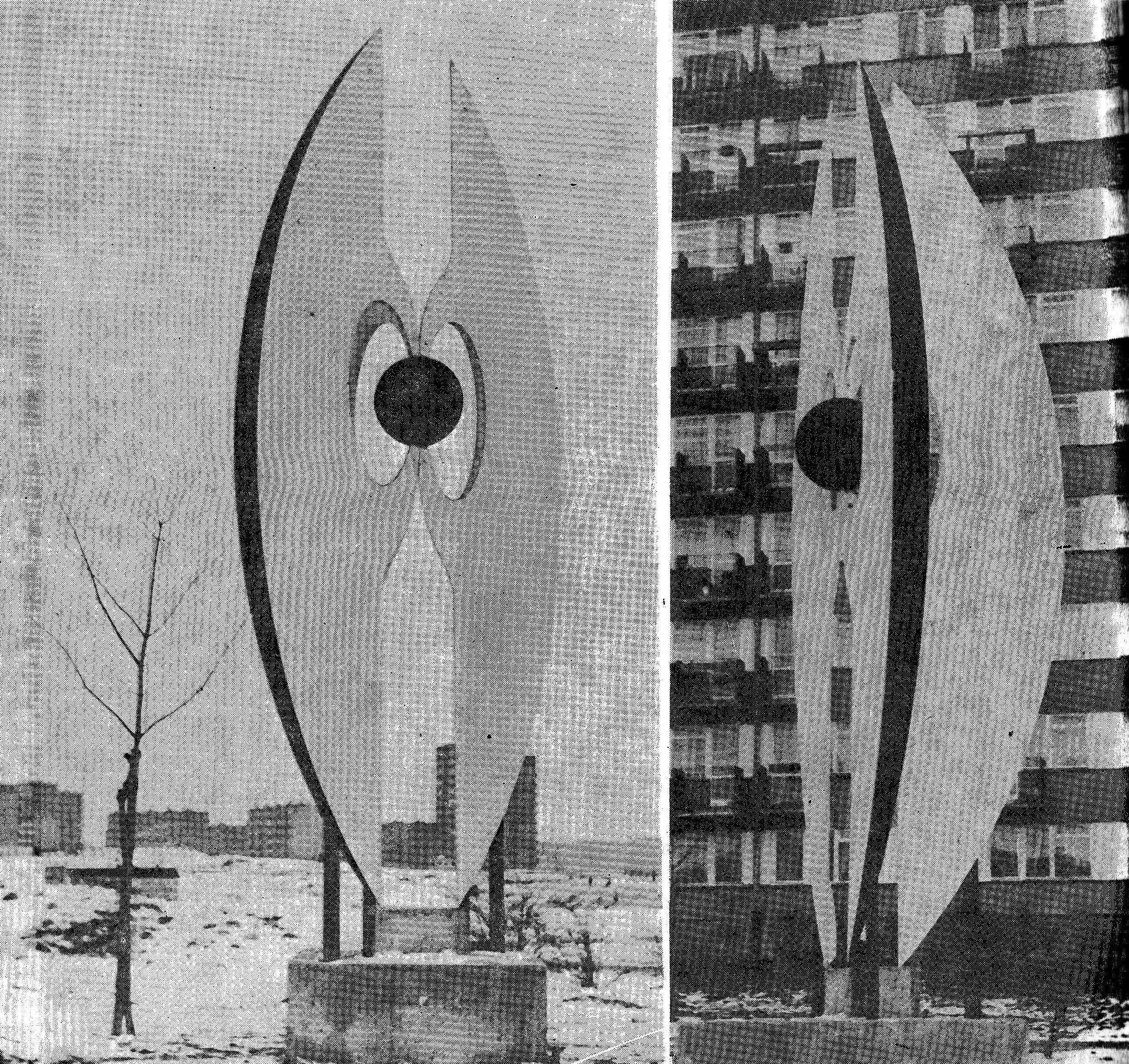
Jan Ziemski, forma przestrzenna, 1970 (w czasie Sympozjum Plastyczne Wrocław '70), realizacja 1978, Lublin.

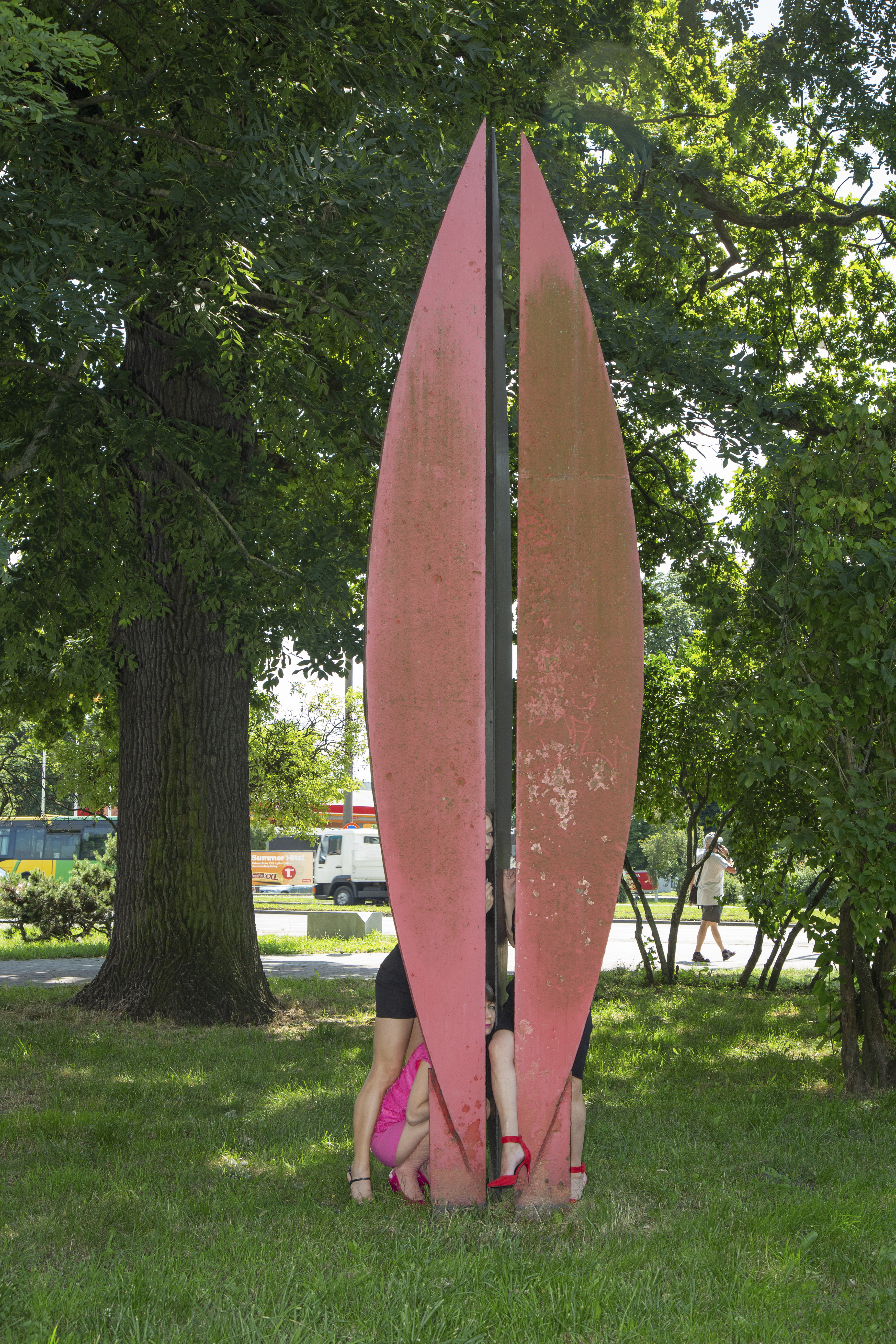
Rzeźba z I Biennale Form Przestrzennych w Elblągu (1965)

Jan Ziemski (ur. 20 stycznia 1920 w Kielcach, zm. 22 grudnia 1988 w Lublinie) – polski artysta malarz, przedstawiciel malarstwa strukturalnego i op-artu. 

## Życiorys
W latach 1942–1946 uczył się w Wolnej Szkole Malarstwa i Rysunku w Lublinie. Studiował medycynę na Wydziale Lekarskim UMCS (zrezygnował w trakcie drugiego roku) oraz historię sztuki w KUL (również nie ukończył). Razem z Włodzimierzem Borowskim, Tytusem Dzieduszyckim, Ryszardem Kiwerskim, Jerzym Ludwińskim i Hanną Ptaszkowską był współzałożycielem lubelskiej grupy artystycznej "Zamek" działającej w latach 1956–1959. Brał udział w licznych przedsięwzięciach plastycznych: w Biennale Form Przestrzennych w Elblągu, (gdzie zrealizował trójelementową formę przestrzenną), w Sympozjum Wrocław '70, w Plenerach Koszalińskich w Osiekach, Sympozjum Artystów i Naukowców w Puławach, w Sympozjum Złotego Grona w Zielonej Górze. Debiutował malarskimi kompozycjami metaforycznymi. W latach 1960–1964 tworzył „formury” czyli obrazy-obiekty o złożonej fakturze, odlewane w gipsie. Od połowy lat 60. XX wieku eksperymentował z wizualizacją przestrzeni, światła i ruchu (np. montował sferycznie wygięte listewki na płaszczyźnie obrazu, wywołując dzięki nim złudzenia optyczne). Pochowany na cmentarzu przy ul. Lipowej w Lublinie w części prawosławnej (kwatera C-12-3).

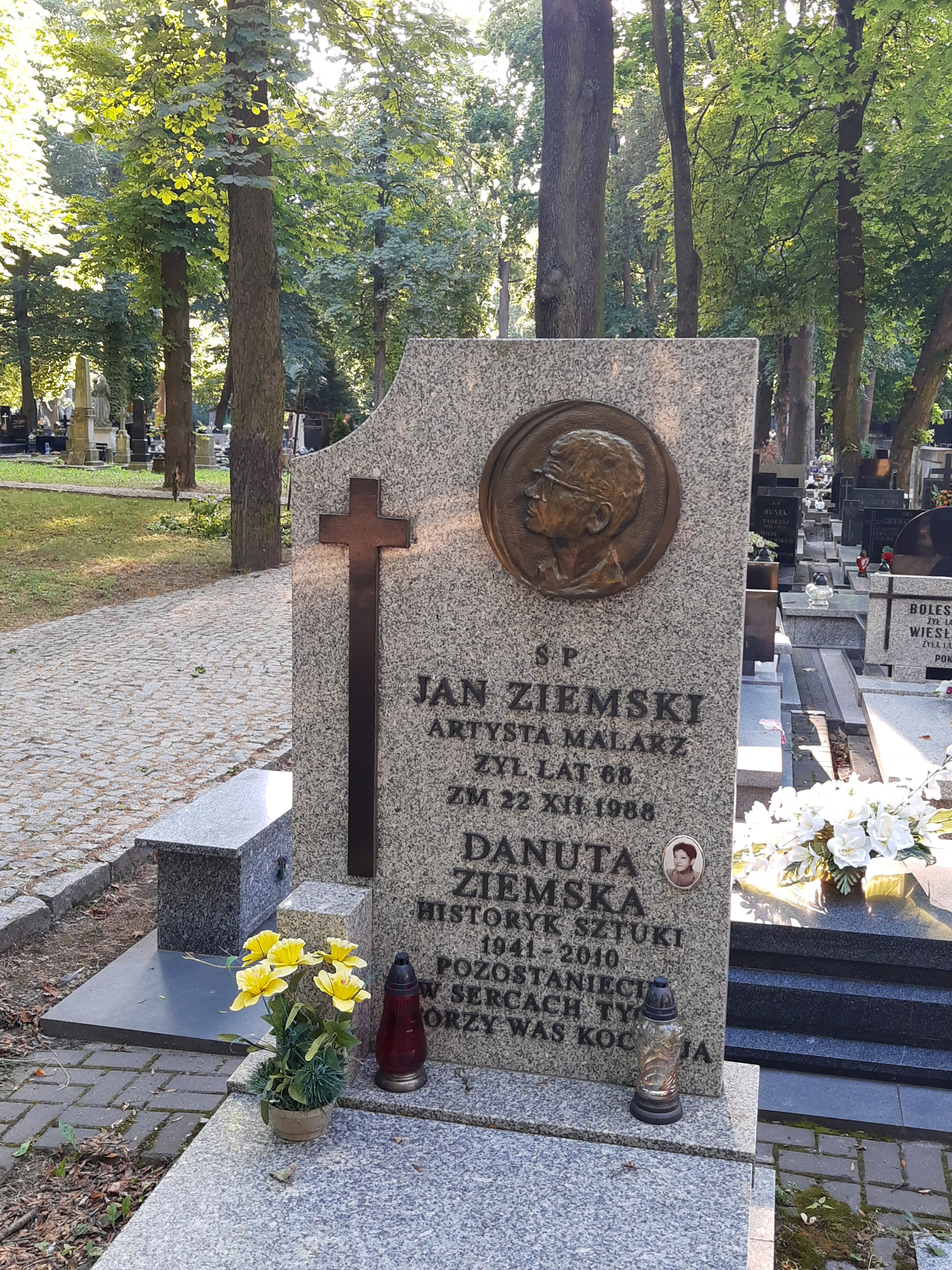
Grób Jana Ziemskiego na cmentarzu przy ulicy Lipowej

## Wybrane prace

### Obrazy
- Mona Liza (1955)
- Świat Kropki (1956)
- Upadek Ikara (1957)
- Grawitacje (1958)
- Kosmos (1958)
- Struktury (1959)[1]
- Permutacje (1966)

### Serie obrazów
- Metafory (1955)
- Formury (1958)
- Interferencja (1965)[2]